# Dominic Hoàng Minh Tiến

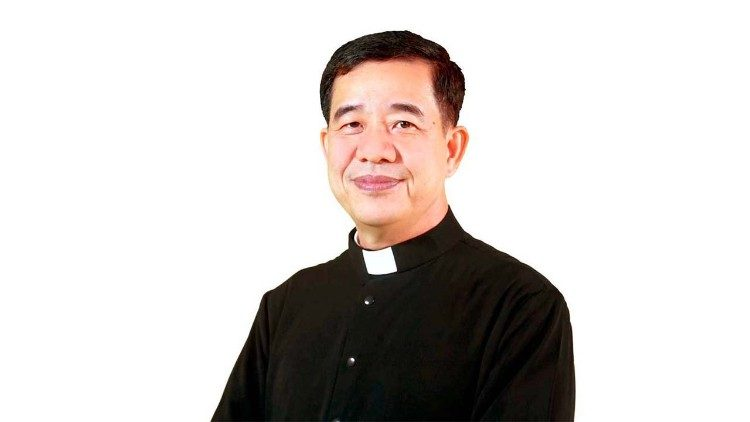
Dominic Hoàng Minh Tiến, 2021

Dominic Hoàng Minh Tiến (vietnamesisch Đa Minh Hoàng Minh Tiến; * 7. Januar 1969 in Bảo Lộc) ist ein vietnamesischer Geistlicher und römisch-katholischer Bischof von Hưng Hóa.

## Leben
Dominic Hoàng Minh Tiến studierte von 1992 bis 1998 in Ho-Chi-Minh-Stadt Philosophie und Theologie. Von 1998 bis 2003 war er in der Bistumsverwaltung und in einer Pfarrei tätig, bevor er in den Jahren von 2004 bis 2006 seine Priesterausbildung am Priesterseminar in Nha Trang fortsetzte. Am 14. Februar 2006 empfing er das Sakrament der Priesterweihe für das Bistum Hưng Hóa.
Nach kurzem Einsatz in der Pfarrseelsorge studierte er von 2007 bis 2008 Pastoraltheologie am East Asian Pastoral Institute der Ateneo de Manila University in Manila. Von 2009 bis 2012 studierte er am Saint Charles Borromeo Seminary des Erzbistums Philadelphia in den USA und erwarb hier den Mastergrad in Theologie mit dem Schwerpunkt in Ekklesiologie. Von 2012 bis 2014 war er Mitarbeiter der Finanzverwaltung seines Bistums und von 2014 bis 2020 Diözesanökonom. Von 2012 bis 2016 war er zudem bischöflicher Sekretär. Von 2012 an war er Verantwortlicher des Bistums für die Berufungspastoral und seit 2016 außerdem bischöflicher Beauftragter für die Priesteramtskandidaten. Seit 2020 war er Generalvikar des Bistums Hung Hoá und Pfarrer in.
Papst Franziskus ernannte ihn am 18. Dezember 2021 zum Bischof von Hưng Hóa. Die Bischofsweihe spendete ihm der emeritierte Bischof von Đà Lạt, Antoine Vu Huy Chuong, am 14. Februar des folgenden Jahres. Mitkonsekratoren waren sein Amtsvorgänger Jean Marie Vu Tât und Weihbischof Pierre Nguyên Văn Viên aus dem Bistum Vinh, der zuvor das Bistum Hưng Hóa als Apostolischer Administrator verwaltet hatte.